# Herb Ellis (Schauspieler)
Herb Ellis (* 17. Januar 1921 als Herbert Siegel in Cleveland, Ohio; † 26. Dezember 2018 in San Gabriel, Kalifornien) war ein US-amerikanischer Schauspieler.

## Leben
Ellis begann seine Karriere beim Radio, wo er bereits an der Hörspielserie Dragnet mitwirkte. Zusammen mit Jack Webb schrieb er die Pilotfolge zur Fernsehadaption Polizeibericht. Nach den ersten acht Episoden übernahm Ben Alexander von Ellis die Rolle des Frank Smith. In der Folge nahm Ellis Gastrollen in anderen Serien wahr und spielte auf der großen Leinwand zumeist kleinere Nebenrollen, oft ohne Namensnennung im Abspann. 1958 hatte er eine wiederkehrende Gastrolle in der Krimiserie Peter Gunn, und 1959 war er in einer der Serienhauptrollen in der Krimiserie The D.A.'s Man zu sehen. Diese wurde jedoch nach bereits einer Staffel eingestellt. Von 1959 bis 1961 spielte er eine weitere wiederkehrende Rolle, diesmal in der Dramedyserie Hennesey. Ende der 1960er Jahre absolvierte er einige Gastauftritte in verschiedenen Rollen im mittlerweile neu aufgelegten Polizeibericht. Bis Anfang der 1970er Jahre war Ellis regelmäßig in Fernsehproduktionen zu sehen, danach wurden seine Auftritte seltener. Eine größere Spielfilmrolle erhielt er im Laufe seiner Karriere nie, aber er wirkte in Nebenrollen unter anderem an Stanley Kubricks Die Rechnung ging nicht auf und Billy Wilders Der Glückspilz mit. In der Peter–Sellers–Komödie Der Partyschreck stellte er den Filmregisseur dar, dessen Inszenierung durch Sellers Figur zu Beginn auf den Kopf gestellt wird. 

## Filmografie (Auswahl)

### Film
- 1954: Heißes Pflaster (Rogue Cop)
- 1955: Es geschah in einer Nacht (It Happened One Night)
- 1956: Die Rechnung ging nicht auf (The Killing)
- 1966: Der Glückspilz (The Fortune Cookie)
- 1966: Was hast du denn im Krieg gemacht, Pappi? (What Did You Do in the War, Daddy?)
- 1968: Hängt ihn höher (Hang ’Em High)
- 1968: Der Partyschreck (The Party)

### Fernsehen
- 1952–1953: Polizeibericht (Dragnet)
- 1958–1960: Peter Gunn
- 1959–1961: Hennesey
- 1959: Perry Mason
- 1964: The Beverly Hillbillies
- 1964: Dr. Kildare
- 1967: FBI (The F.B.I.)
- 1967: Mini-Max oder Die unglaublichen Abenteuer des Maxwell Smart (Get Smart)